# Williams FW12
Chronologie des modèles (1988)
Williams FW11B Williams FW12C
La Williams FW12 est la monoplace de Formule 1 engagée par l'écurie britannique Williams F1 Team dans le cadre du championnat du monde de Formule 1 1988. Elle est pilotée par le Britannique Nigel Mansell, remplacé successivement par le Britannique Martin Brundle et le Français Jean-Louis Schlesser pour deux Grands Prix et l'Italien Riccardo Patrese. Elle est propulsée par un moteur V8 Judd CV.

## Historique

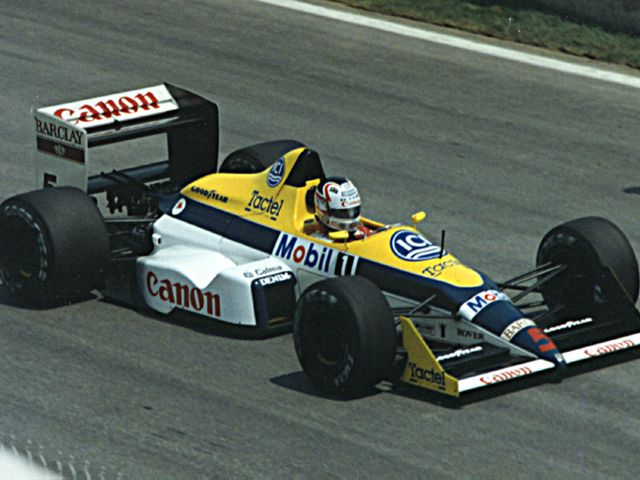
Nigel Mansell à bord de la Williams FW12 lors du Grand Prix du Canada 1988.

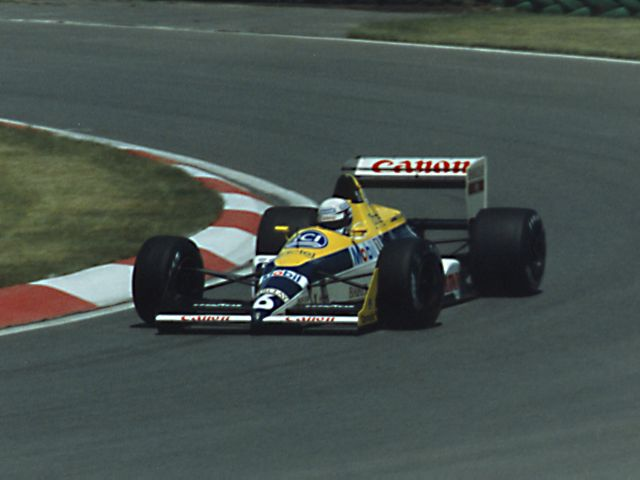
Riccardo Patrese à bord de la Williams FW12 lors du Grand Prix du Canada 1988.

Williams, qui a remporté le titre de champion du monde des constructeurs en 1986 et en 1987 avec Honda, s'associe en 1988 avec le motoriste Judd, qui a produit un moteur V8 inspiré des blocs fabriqués par Ford-Cosworth, à la suite de la signature de McLaren avec le motoriste japonais. La FW12 se distingue par une boîte de vitesses transversale à six rapports et un empattement réduit. Elle dispose aussi d'une suspension électronique qui fait office de correcteur d'assiette.
Néanmoins, si la Williams FW12 s'avère performante en qualifications, en permettant à ses pilotes de se qualifier très régulièrement parmi les dix premiers, son moteur Judd est très peu fiable : ainsi, si Riccardo Patrese abandonne lors de la moitié des courses qu'il dispute, Nigel Mansell ne rallie l'arrivée qu'à deux reprises.
Dès le début du championnat, Williams, qui considère Judd comme un fournisseur de transition, entre en négociations avec Renault pour la fourniture d'un moteur V10 atmosphérique à partir de 1989. Ainsi, en marge du Grand Prix du Canada, cinquième manche de la saison, Williams, qui n'a marqué qu'un seul point depuis le début du championnat, officialise un partenariat de trois ans avec le constructeur français.
La FW12 ne se distingue en course qu'à deux reprises : d'abord au Grand Prix de Grande-Bretagne, lors duquel Nigel Mansell termine deuxième après avoir troqué sa suspension électronique par une suspension à ressorts ; puis, au Grand Prix d'Espagne, où le Britannique, élancé depuis la troisième place, franchit à nouveau la ligne d'arrivée en deuxième position,,.
Mansell, ayant contracté une varicelle à l'été 1988, est forfait pour deux manches : il est successivement remplacé par le pilote-essayeur Martin Brundle lors du Grand Prix de Belgique, puis par Jean-Louis Schlesser lors du Grand Prix d'Italie, Brundle n'étant pas autorisé par Tom Walkinshaw, le patron de l'écurie TWR-Jaguar, à disputer un autre Grand Prix,. Schlesser termine onzième après avoir été accroché par Ayrton Senna (McLaren-Honda), alors premier de l'épreuve, à deux tours de l'arrivée : tentant de lui prendre un tour, le Brésilien coupe la trajectoire du Français, ce qui fait partir sa McLaren MP4/4 en tête-à-queue. Ironie du sort, cet accrochage ayant impliqué une voiture de son ancien partenaire (Williams) et de son nouveau partenaire (McLaren) provoque la seule défaite de Honda en course cette année-là.
Au terme du championnat, Williams F1 Team se classe septième du championnat du monde des constructeurs avec vingt points. Nigel Mansell est neuvième du championnat du monde des pilotes avec douze points, tandis que Riccardo Patrese est onzième avec huit points.

## Williams FW12B et Williams FW12R
Afin de tester en essais privés le moteur V10 Renault RS1 qui doit équiper la Williams FW12C en 1989, Williams adapte la FW12 en deux versions successives, la FW12B et la FW12R,,.

## Résultats en championnat du monde de Formule 1
| Saison | Écurie              | Moteur     | Pneus    | Pilotes              | Courses | Courses | Courses | Courses | Courses | Courses | Courses | Courses | Courses | Courses | Courses | Courses | Courses | Courses | Courses | Courses | Points inscrits | Classement |
| Saison | Écurie              | Moteur     | Pneus    | Pilotes              | 1       | 2       | 3       | 4       | 5       | 6       | 7       | 8       | 9       | 10      | 11      | 12      | 13      | 14      | 15      | 16      | Points inscrits | Classement |
| ------ | ------------------- | ---------- | -------- | -------------------- | ------- | ------- | ------- | ------- | ------- | ------- | ------- | ------- | ------- | ------- | ------- | ------- | ------- | ------- | ------- | ------- | --------------- | ---------- |
| 1988   | Canon Williams Team | Judd CV V8 | Goodyear |                      | BRÉ     | SMR     | MON     | MEX     | CAN     | DET     | FRA     | GBR     | ALL     | HON     | BEL     | ITA     | POR     | ESP     | JAP     | AUS     | 20              | 7e         |
| 1988   | Canon Williams Team | Judd CV V8 | Goodyear | Nigel Mansell        | Abd     | Abd     | Abd     | Abd     | Abd     | Abd     | Abd     | 2e      | Abd     | Abd     |         |         | Abd     | 2e      | Abd     | Abd     | 20              | 7e         |
| 1988   | Canon Williams Team | Judd CV V8 | Goodyear | Martin Brundle       |         |         |         |         |         |         |         |         |         |         | 7e      |         |         |         |         |         | 20              | 7e         |
| 1988   | Canon Williams Team | Judd CV V8 | Goodyear | Jean-Louis Schlesser |         |         |         |         |         |         |         |         |         |         |         | 11e     |         |         |         |         | 20              | 7e         |
| 1988   | Canon Williams Team | Judd CV V8 | Goodyear | Riccardo Patrese     | Abd     | 13e     | 6e      | Abd     | Abd     | Abd     | Abd     | 8e      | Abd     | 6e      | Abd     | 7e      | Abd     | 5e      | 6e      | 4e      | 20              | 7e         |

Légende : ici 